# Тайна Рагнарока
«Тайна Рагнарока» (норв. Gåten Ragnarok) — норвежский приключенческий фильм 2013 года.

## Сюжет
Сигурд Свендсен — археолог. Он много лет ломает голову над легендой судна викингов из Осеберге. На этом судне была найдена надпись, которая гласит: «человек знает мало». Сигурд считает, что корабль из Осеберге таит в себе загадку Рагнарока — конце дней в скандинавской мифологии.
Друг Сигурда Аллан находит надпись на камне, которая тоже гласит, что человек знает мало. Сигурд уверен, эти надписи — карта сокровищ. Археолог собирает свою семью и ещё нескольких людей в захватывающую экспедицию. Все вместе они отправляются на север Норвегии в «нейтральную зону», которая граничит с Россией и не заселена уже многие десятилетия. Сигурд и его друзья обнаруживают старую исследовательскую станцию на горном озере, а затем и подземную пещерную систему, которая на самом деле содержит останки эпохи викингов. Здесь они надеются найти истинное значение надписи, которая скрывает страшную тайну.
Лейф оставляет группу в пещере и сбегает с сокровищами. Но далеко он не уходит: какое-то существо затягивает его в глубину озера. Оставшимся исследователям удается сбежать из системы пещер. Они ночуют в контейнере, который служил укрытием во времена холодной войны. Аллан и Сигурд возвращаются в пещеру, потому что подозревают там что-то ещё. Тем временем из яйца, которое Браге взял с собой, вылупляется маленькая змея. Детям удаётся заключить её в трюм. Но приближается гораздо более крупная змея.
Теперь это существо преследует всю исследовательскую группу и детей. Аллан, который завладел детёнышем древнего существа, в корыстных целях, предаёт группу и становится добычей гигантской змеи. Сигурд поступает единственно правильно: отдаёт детёныша матери-змее, и команде удаётся вернуться в цивилизацию.

## В ролях
- Пол Сверре Валхейм Хаген — Сигурд Свендсен
- София Хелин — Элизабет
- Николай Клеве Брош — Аллан
- Бьорн Сундквист — Лейф
- Мария Аннетте Тандерё Берглид — Рагнхильд
- Джулиан Подольски — Браге
- Йенс Хультен — король викингов
- Терье Стрёмдаль — директор музея
- Стефан Кронуолл — викинг
- Вера Руди — Оса
- Марика Энстад — спонсор
- Карре Хаген Сиднесс — спонсор